# Wendy Carlos
Wendy Carlos (ur. 14 listopada 1939 jako Walter Carlos w Pawtucket, Rhode Island, USA) – amerykańska kompozytorka i wirtuozka muzyki elektronicznej.

## Życiorys
Wendy Carlos urodzona w Pawtucket, Rhode Island jako Walter Carlos rozpoczęła grę na fortepianie już w wieku 6 lat. Studiowała fizykę i muzykę w Brown University w Providence a potem kompozycję w Centrum Muzyki Elektronicznej w Columbia University w Nowym Jorku u Otto Lueninga i Vladimira Ussachevskiego. Po ukończeniu studiów zetknęła się z Robertem Moogiem.
Wendy Carlos była jedną z pierwszych słynnych interpretatorek muzyki elektronicznej, której zwiastunem była jej płyta, Switched-On Bach (1968), zawierająca przeróbkę tematów Johanna Sebastiana Bacha. W nagraniu płyty muzyczka wykorzystała syntezatory, które zastąpiły prawdziwą orkiestrę. Jako asystentka Roberta Mooga wniosła istotny wkład w rozwój syntezatora jako samodzielnego instrumentu muzycznego. Album Switched-On Bach pozostał najlepiej sprzedawanym albumem wszech czasów w kategorii muzyki elektronicznej.
W 1971 Carlos skomponowała ścieżkę dźwiękową do głośnego filmu Stanleya Kubricka, Mechaniczna pomarańcza.
W 1979 roku Carlos zwróciła uwagę opinii publicznej na kwestie transpłciowości, ujawniając w wywiadzie, że żyje jako kobieta od co najmniej 1968 roku, kiedy rozpoczęła terapię hormonalną, oraz że przeszła operację korekty płci w maju 1972. W tym samym roku (1979) ukazała się płyta Switched-on Brandenburgs, pierwsza pod jej nowym imieniem.
W 1980 Carlos skomponowała ścieżkę dźwiękową do filmu Lśnienie, a w 1982 do filmu Tron.
Na płycie Beauty In the Beast z 1986 Wendy Carlos eksperymentowała z systemem dźwiękowym, wprowadzając nowe podziały tonalne w obrębie oktawy.
W 2005 Wendy Carlos otrzymała nagrodę Lifetime Achievement Award organizacji muzycznej Society for Electro-Acoustic Music in the United States.

## Dyskografia

### jako Walter Carlos
- 1968 – Switched-on Bach
- 1969 – The Well-Tempered Synthesizer
- 1972 – Sonic Seasonings
- 1972 – A Clockwork Orange (soundtrack)
- 1974 – Switched-on Bach II
- 1975 – By Request

### jako Wendy Carlos
- 1979 – Switched-on Brandenburgs
- 1980 – The Shining: Score Selections (soundtrack)
- 1982 – Tron (soundtrack)
- 1984 – Digital Moonscapes
- 1986 – Beauty in the Beast
- 1986 – Land of the Midnight Sun
- 1987 – Secrets of Synthesis
- 1988 – Peter and the Wolf (z Weirdem Alem Yankovicem)
- 1992 – Switched-on Bach 2000
- 1998 – Tales of Heaven and Hell
- 1999 – Switched-on Boxed Set
- 2004 – Woundings (soundtrack)